# 牧田衞活
牧田 衞活（まきた もりかつ、1968年11月17日 - ）は、日本のフリーアナウンサー。株式会社オフィスマッキー代表取締役。元びわ湖放送（BBC）アナウンサー。
名前の衞活は難読であるため、通称として平仮名表記の牧田 もりかつが使用される。

## 経歴
兵庫県神戸市出身。神戸市立葺合高等学校、神戸学院大学経済学部卒業。1991年にびわ湖放送入社、2010年に退社しフリーとなった。生田教室出身。びわ湖放送在籍時からニュースをはじめ高校野球、高校サッカーなどのスポーツ実況も務めている。現在、滋賀県草津市に在住している。
第二号南大東島観光大使（南大東村公式認定　2009年10月～ ）。第一号は吉澤直美。
2011年11月、「マッキーの熱血!実況中継コーヒー」発売。　

### TEAM2011とアミンチュプロジェクト
びわ湖放送が地上デジタル放送を開始した際には、地デジ大使のユニット“TEAM2011”のメンバーに。奈良テレビ放送（当時）の伊藤將也とともに、数少ない男性大使として活動。以前はNHK大阪放送局（当時）の近藤泰郎が藤井彩子の控えでメンバー入りし、伊藤が奈良テレビのHPで3ショットを披露するなど結束を誇っていたが、2009年夏の転勤で高知へ。
転機となったのは2009年。番組『アミンチュ〜淡海人〜』のプロジェクトとして制作された曲「いいじゃないか男だ」の歌手に、びわ湖放送の親父代表として参加。仕事の合間を縫って、キャンペーン活動と称して全国の放送局を回った。しかしキャンペーンが忙しくなりすぎたこともあって地デジの仕事がおろそかに。アナログ終了まで600日を前にして、小西にその任を引き継ぐ結果となった。一応非常事態に備え籍は残しているものの、ポスター等を含め実働部分は完全に小西へ置き換わった。2010年も高校野球中継で拘束されたため、特に夏のイベントで小西が“アナウンサー稼業”として県外へあちこち出向いた。
以上の経緯から社内での肩書きは、アミンチュ戦略部の次長となっていた。

## その他
- 『『ぷっ』すま』（関西ではABCテレビで放送）の企画にて『ぶるるぶびわこ』に急遽出演した草彅剛とユースケ・サンタマリアと共演した。後日その模様が『「ぷっ」すま』でも放送された。
- 同じくABCテレビ『雨上がり決死隊のトーク番組アメトーーク!』の企画「滋賀芸人」で世界のナベアツが『地域情報プレゼンター びびドキッ!』に出演。後日『アメトーーク』でも放送された。
- 好きな絵本はモチモチの木。

## 現在の出演番組
スポーツ実況
以下はびわ湖放送で放送される競技。
- 全国高等学校野球選手権大会滋賀大会
- 全国高校サッカー滋賀大会（1992年より担当、びわ湖放送退職後も継続して出演）[1][3]
- 全国高校ラグビー滋賀県予選決勝
- Bリーグ中継（主に滋賀レイクスターズホームゲーム）[1]

## 過去の出演・担当番組

### びわ湖放送
- 意味深ホームルーム - 番組内では「マッキー」の愛称だった。「サッキー」こと福本沙紀。合格パン発売。
- びわ湖カンパニー
- ときめき滋賀's
- ぶるるるぶびわこ
- びびっとびわこ（ニュース担当）
- BBCニュース22金曜版
- びびっとびわこN
- びびっとビーム（水曜担当）
- 地域情報プレゼンター　びびドキッ!
- 情報ワイド　とっておき滋賀545（月曜と火曜、2009年4月6日 - 2009年9月29日）　-和泉夏子
- キラりん滋賀545（しがスポ!担当）2009/10/05～　→キラりん滋賀
- ようこそボロジノアイランドーマッキー イン沖縄南大東島ー（2010年12月30日　再放送2011年1月11日）　-南大東島観光大使として南大東島のPR。サンテレビ2011年1月16日放送、琉球放送2011年1月22日放送。
- マッキーin沖縄南大東ておき　おじゃりやれ（2009年12月30日　再放送2010年1月3日）　-南大東島観光大使として南大東島のPR。
- e-terminalターミナル　滋賀経済最前線（2003年4月5日 - 2005年3月　「ズームイン」リポーター）滋賀経済NOWの前身番組。大浦理子、林堅太郎ほか。
- 高校野球ハイライト（全国高等学校野球選手権大会滋賀大会開催期間）
- キラりん滋賀（月曜 18:15-18:52）
  - 2014年3月31日～ 月曜 岩谷優子　火曜 鎌田香奈（高校野球ハイライト2004で共演）

    - 2011/04/04～2012/3/26 月曜17:50～18:25 塩崎綾　
    - 2012/04/04～2013/03/27 水曜17:55～18:15 塩崎綾（情報ナビゲーター）
    - 2013/04/08～2014/03/24 月曜17:50～18:10 長友理恵（情報ナビゲーター）
    - 2018/4/8〜2019/3/25 月曜17:50〜18:35 藤村椿（情報ナビゲーター）
    - 2019/4/1〜2019/12/16 月曜17:50〜18:35 数野祐子（情報ナビゲーター）

### その他
※いずれも「いいじゃないか男だ」のプロモーションでの出演。
テレビ
- ぽじポジたまご（KBS京都）
- とってもワクドキ!（三重テレビ）
- となりのテレ金ちゃん（テレビ金沢）
- おかえりテレビ・デリシャス（南海放送）
- 夕方ワイド新潟一番（テレビ新潟）
- おじゃまっテレ（福井放送）
- 滋賀経済NOW（びわ湖放送）

ラジオ
- あなたへモーニングコール（TBSラジオ）
- ただ今勤務中!森谷威夫のお世話になります!（KBS京都）
- 歌謡曲ヒット情報（RKB毎日放送）
- GOGOワイド Wテツのらぶらじ（静岡放送）
- さわやかラジオ きょうも一日きし、快晴!（西日本放送）
- とれたてワイド朝生!（北日本放送）
- 午後はとことんワイド（福井放送）[4]

## 著書
- 伝えたい、この想い 第100回全国高校サッカー選手権記念 アナウンサーたちのロッカールーム（2021年、東京ニュース通信社・講談社）[1][3][5][6] ISBN 978-4-06-526740-0
  - 藤井貴彦（日本テレビ）・福岡竜馬（福岡放送）・岡崎和久（札幌テレビ放送）などとの共著。